# Procópio Antêmio
Flávio Procópio Antêmio (em latim: Flavius Procopius Anthemius; fl. 479–515) foi um político do Império Romano do Oriente, filho do imperador romano do ocidente Antêmio (r. 467–472). Envolver-se-ia na revolta de seu irmão Marciano contra o imperador reinante Zenão (r. 474–475; 475–491). Com a derrota dos rebeldes, foi obrigado a fugir à Itália sob Odoacro (r. 476–493), de onde retornaria para Constantinopla anos depois. Em seu retorno, foi nomeado cônsul em 515, já nos últimos anos do reinado de Anastácio I (r. 491–518).

## Vida
Procópio Antêmio era filho do imperador romano do ocidente Antêmio (r. 467–472) e sua esposa Márcia Eufêmia e tinha dois irmãos, Marciano e Rômulo, e uma irmã, Alípia. A data e local de seu nascimento são desconhecidos. Em 479, Marciano se rebelou contra o imperador Zenão (r. 474–475; 475–491) e foi apoiado por Procópio, Rômulo e Busalbo. Foram rapidamente derrotados e fugiram para junto de Teodorico Estrabão na Trácia, que lhes garantiu santuário. Mais adiante, Antêmio fugiria para Roma, na Itália, que à época estava sob posse de Odoacro (r. 476–493). Anos depois, quando o imperador oriental era Anastácio I (r. 491–518), retornou para Constantinopla. A imperatriz Ariadne tentou convencer Anastácio a conceder-lhe o ofício de prefeito pretoriano, mas o imperador se recusou, alegando que Procópio não tinha a experiência necessário para o cargo. Em 515, foi nomeado cônsul ordinário pelo Oriente, com Florêncio como seu colega ocidental.